# Augustus William Lumley-Savile
Augustus William Lumley-Savile, rebaptisé Augustus William Savile en 1881 (5 décembre 1928 ou 1829 à Londres - 13 avril 1887 à Cannes), est un propriétaire foncier anglais et maître adjoint des cérémonies de la reine Victoria.

## Biographie
Il est le fils de John Lumley-Savile. Il ne s'est jamais marié mais a engendré cinq enfants naturels, quatre fils et une fille. Le comte lègue les domaines familiaux à son deuxième fils, le capitaine Henry Lumley (décédé en 1881), et à la mort du capitaine Lumley, les domaines passent à Augustus William Lumley-Savile, qui est le plus jeune des quatre fils. En 1883, les domaines familiaux comprennent 17 820 acres dans le Nottinghamshire et 16 000 acres dans le West Riding of Yorkshire. La résidence principale est l'Abbaye de Rufford, près d'Ollerton.
En 1847, Augustus William Lumley-Savile s'inscrit au Corpus Christi College d'Oxford. Le 23 novembre 1849, il devient cornet dans un régiment de cavalerie, le 2nd Regiment of Life Guards. En 1881, par licence royale, il abandonne le nom de Lumley. Il est assistant-maître de cérémonie de la reine Victoria de 1881 jusqu'à sa mort. À la mort d'Augustus William Savile en 1887, les domaines familiaux passent à son frère John Lumley-Savile, qui ne prend que le nom de famille Savile.